# خوخ ثنائي السعف
خوخ ثنائي السعف (الاسم العلمي: Prunus bifrons) هو نوع من النباتات يتبع جنس الخوخ من الفصيلة الوردية.